# 慕容隆
慕容 隆（ぼよう りゅう、? - 397年）は、五胡十六国時代の後燕の皇族。高陽王。初代皇帝慕容垂の子で、第2代皇帝慕容宝の弟。北魏の道武帝の攻撃に晒された後燕を支えたが、甥の慕容会の刺客に殺害された。

## 生涯
369年、父の慕容垂が前燕で命の危険を察して前秦に奔った際に一緒に亡命した。淝水の戦いの後、384年に慕容垂が前秦から独立した時に、前秦の苻飛龍を破った。

### 慕容垂時代
前秦領を奪う慕容垂の後燕の下で、慕容隆は将軍として務めた。384年（燕元元年）、前秦の残党の苻丕が慕容垂を追い詰めたときに救ったのは慕容隆であった。386年、慕容垂は慕容隆を高陽王に封じた。その後も他勢力や東晋と戦い続けた。389年、兄の慕容農から龍城の守りを受け継いだ時、慕容農の規定を全てそのままにした。慕容農と同程度に慕われたという。
慕容農と慕容隆は人望ある王だったので、段皇后は慕容宝よりも皇帝に相応しいいずれかを太子に立てるように献言したが、慕容垂は慕容宝の才を信じて却下した。
396年（建興11年）初、慕容宝の軍が参合陂の戦いで大敗すると、慕容垂は再度の北魏攻撃を考え、慕容隆を中山に呼び戻して龍城は慕容会に任せた。慕容隆と慕容農が軍を率いて北魏を攻撃し、当初は成功したが、参合陂を通過して先の大敗を悼んでいた時、慕容垂が憤死し、慕容宝が後を継いだ。

### 慕容宝時代
慕容宝は慕容垂の後継に関する先の議論を知っていたので、段皇后（成哀皇后）に自殺を命じているが、当初は慕容農や慕容隆を信任していた。396年（永康元年）秋、北魏が後燕を攻撃して道武帝が慕容農を破って并州を奪い、中山に進撃した。慕容宝は慕容麟に中山を守らせたが、慕容麟は立てこもったので慕容農と慕容隆の不満を募らせた。
397年春、慕容麟が謀反に失敗すると、中山から逃れた。慕容宝は慕容麟が慕容会の援軍を滅ぼすことを恐れて中山を棄てた。慕容農と慕容隆の臣は慕容宝についていくよりも中山に残ることを説得したが、いずれも忠孝を理由に却下し、慕容会の援軍と合流した。
太子が自分ではなく慕容策になったことを怒った慕容会は謀反を計画した。これに気づいた慕容宝が慕容会の軍を慕容農と慕容隆に分けたが、これは慕容会をますます怒らせ、暗殺のための刺客が慕容農と慕容隆に送られた。慕容農は生き残ったが脳が露わになるほどの重体で、慕容隆は殺された。康と諡された。

## 子
- 慕容崇 - 高陽王を継いだが、公に降格されて398年に自殺を命じられた。
- 慕容澄 - 東平公、398年に自殺を命じられた。